# Cabezas Rubias (kommun)
Cabezas Rubias är en kommun i Spanien.   Den ligger i provinsen Provincia de Huelva och regionen Andalusien, i den sydvästra delen av landet, 400 km sydväst om huvudstaden Madrid. Antalet invånare är 811. Arean är 109 kvadratkilometer.
Terrängen i Cabezas Rubias är platt åt sydost, men åt nordväst är den kuperad.